# Zoilo (filosofo)
Zoilo (in greco antico: Ζωίλος?, Zōílos, in latino Zoĭlus; Anfipoli, 410 a.C. circa – 330 a.C. circa) è stato uno storico e retore greco antico.

## Biografia
Retore e filosofo, contemporaneo di Alessandro Magno, dalle testimonianze risulta aver avuto una scuola, di cui fece parte Anassimene di Lampsaco. Inoltre, Zoilo era noto come "fustigatore di Omero" (Ομηρομάστιξ), per il suo atteggiamento critico verso il poeta, che avrebbe attaccato in opere grammaticali.

Testimonianze di vario tipo ne fanno un filosofo cinico - il che spiegherebbe bene la critica omerica - , oltre che descrivere la sua morte lapidato dagli smirnei, concittadini di Omero, secondo un autoschediasmo tipico dell'aneddotica antica, ricorrente per altri autori di "rottura" (ad esempio, Euripide sbranato da cagne, come punizione per aver criticato le donne).

## Opere
Zoilo, secondo la Suda, scrisse una Storia che andava alle origini fino alla morte di Filippo II di Macedonia, in 3 libri, Su Anfipoli, Contro Isocrate, Contro la poesia di Omero, in 9 libri.

Dai circa 20 frammenti in nostro possesso, inoltre, risulta aver scritto opere di tipo retorico-grammaticale di tipo gorgiano, in cui ribaltava le posizioni omeriche, come un Encomio di Tenedo, un Encomio di Polifemo. L'opera più testimoniata è quella, che gli valse il suo celebre appellativo, contro Omero, in cui criticava incongruenze logiche e narrative dei poemi omerici in base ad una argomentazione di tipo sofistico.